# 西葛城村
西葛城村（にしかつらぎむら）は、かつて大阪府にあった村。現在の貝塚市南部にあたる。和泉葛城山の北西麓に位置し、村名は東葛城村に対して名付けられた。

## 歴史
- 1889年（明治22年）4月1日 - 南郡三ケ山村[1]、木積村、馬場村、秬谷村、大川村、蕎原村が合併して、南郡西葛城村が発足。大字木積に村役場を設置。
- 1896年（明治29年）4月1日 - 泉南郡が成立。
- 1939年（昭和14年）4月1日 - 泉南郡貝塚町に編入される。

## 交通

### 道路
- 水間街道